# داگ زهراب
بالفور داگ زهراب ( انگلیسی: Balfour Douglas Zohrab؛ ۱۴ ژوئیهٔ ۱۹۱۷ – ۱ ژوئن ۲۰۰۸) دیپلمات ارمنی‌تبار اهل نیوزیلند که بین سال‌های ۱۹۶۱ تا ۱۹۶۵ میلادی سمت نماینده دایمی نیوزیلند در دفتر سازمان ملل متحد در ژنو و  بین سال‌های ۱۹۶۹ تا ۱۹۷۴ سمت سفیر نیوزیلند در آلمان را برعهده داشت.

## زندگی‌نامه
وی در ۱۴ ژوئیهٔ ۱۹۱۷ در ولینگتون به دنیا آمد و از دانشگاه ویکتوریا در ولینگتون فارغ‌التحصیل گشت.  وی در	۱ ژوئن ۲۰۰۸ در سن ۹۰ سالگی در وایکانه  درگذشت و دو پسر از خود به جای گذاشت.